# 神様ドォルズ
『神様ドォルズ』（かみさまドォルズ、"KAMISAMA DOLLS"）は、やまむらはじめによる日本の漫画作品。『月刊サンデージェネックス』（小学館）にて、2007年1月号から2013年3月号まで連載された。2013年4月に最終巻が発売し、単行本は全12巻となった。2010年7月にテレビアニメ化が発表され、2011年7月から同年9月まで放送された。

## ストーリー
閉鎖的な故郷・空守村を離れて東京での一人暮らしを始めた大学生・枸雅匡平の元に、空守村で神と崇められる「案山子」を操る「隻」の資格を持つ妹・詩緒が訪れる。それは、かつて村で惨劇を起こして幽閉された匡平の幼馴染・阿幾が脱走したことを伝えるためだった。匡平と阿幾の因縁の背景には、かつて村において新任女性教師・瀬能千波野の強姦・殺害と村民の殺戮があった。
阿機の脱走に始まり、閉鎖的だった空守村の内外で、案山子を巡る様々な人物の思惑が絡み始めていく。匡平の部屋は、阿幾の襲撃によって破壊されたため、同級生の史場日々乃と同居することとなる。彼女は匡平の想い人であると同時に、村の出身者の娘だった。
やがて匡平を恋い慕う少女・日向まひるが村から訪れると事態は混迷の度合いを増す。まひるは案山子を操る隻の一人であり、その力を使って日々乃を拉致したのであった。マンションの一室に監禁された日々乃は、監視役の男に強姦されそうになる。だが、同級生の空張久羽子に間一髪のところをたすけられる。まひるは暴走のすえに力を失うが、村の有力者・日向佐兵衛が陰謀を張り巡らしていたころが明らかになっていく。村の関係者たちのそれぞれの想いと関わりながら、匡平と阿幾は最終対決を迎えることとなる。

## 登場人物
原作において人名の漢字の振り仮名は、姓が「ひらがな」で名が「カタカナ」という暗黙のルールがあるので本項ではそれに従う。
「声」は後述するテレビアニメ版において配役された声優。

### 主要人物
枸雅 匡平（くが キョウヘイ）
声 - 岡本信彦
私立大学生。空守村を嫌って上京した青年。元・玖吼理の隻。現・迦喪建角の隻。
普段は穏健で事なかれ主義者。その理由は初恋の女性である千波野が強姦・殺害され、村民の殺戮事件によるトラウマで他者との交流を苦手とし、過去に踏み込まれると激昂する。
阿幾曰く、枸雅の血統に伝わる大きな力を継いでいるとされ、攻撃的な性格こそが「本性」とされる。
先述の事件後に隻を退いたが、玖吼理を扱う腕前は詩緒を遙かに凌ぐ。数百年に一度しか現れないというほどの才能を持っている詩緒と桐生さえも圧倒するなど、隻として計り知れない素養を持つが、気付いている者は少ない。
恋愛面に関しては非常に奥手な様子を見せていたが、まひるの事件の後には日々乃との交際を開始する。
やがて枸雅の血統の隻としての力を意識的に扱えるようになり、紫音から迦喪建角の隻の座を奪い、不可能と言われていた八咫烏モードへと瞬時に変容させた。最後の戦いでは阿幾との決戦に挑み、互いに気持ちをぶつけ合いながらも、相討ちとなる。事件終結後は日比乃と共に阿幾の墓参りに訪れている。
枸雅 詩緒（くが ウタオ）
声 - 福圓美里
匡平の実妹。現・玖吼理の隻。
真面目で優しいがプレッシャーに弱く、ドジで頭に血が上りやすい。村から脱走した阿幾を追って上京し、そのまま隻の修行がてら兄と共に史場家へ居候をする。
匡平を強く慕っている。兄が空守村にいた頃は「おにいちゃん」と呼んでいたが上京後は「匡平」と名前で呼んでいる。日々乃にも懐いているが、匡平との関係をめぐり、どこかライバル視してもいる。玖吼理や桐生への思い入れも強く、彼らに関する際は匡平とでも衝突するほど。
胎児の頃から案山子と呼応したほどの素質を持つが、阿幾の言うところでは匡平のおこぼれに過ぎない。前任の隻である匡平の高い実力を知る者からは、その適性を疑問視されることもある。とはいえ、匡平の指導や都会での連戦を経て、徐々に玖吼理を使いこなしている。事件終結後は壊れて顔の半分だけになった玖吼理の元に通っている。
史場 日々乃（しば ヒビノ）
声 - 茅野愛衣
匡平と同じ社会学部の学生。長髪でかなりの巨乳の持ち主。一般人。
父子家庭に育ち、母性が強く物怖じしない性格で、異常事態への適応力と許容力が高い。
空守村の血筋に当たるが、匡平らと同居するまで村の伝統や秘密は知らなかった。枸雅兄妹の苦悩を知り、彼らを庇う立場から事態に深く関わっていく。まひるからは匡平をめぐる関係などから嫉妬されている。
もともと匡平に膝枕をして介抱するなど、彼のことを好意的に見ていた。まひるの事件ののちに匡平への感情を自覚し、曖昧ながら交際を始める。
枸雅 阿幾（くが アキ）
声 - 木村良平
匡平の幼馴染。白髪の青年。現・暗密刀の隻。
マイペースだが好戦的で、人を殺すことに抵抗が無い。村の新任女性教師である千波野と恋仲となるが、彼女が強姦・殺害される。そしてその主犯の義兄・篤史と取り巻き達と騒ぎを聞きつけてやって来た村民達を殺害したため、座敷牢に幽閉された。のちに匡平が村を出たことを知り、追いかける形で脱走する。
匡平の力に執着し、彼の前に度々現れては挑発を繰り返す。かつては隻としての力に固執しがちながら、匡平の良き友でもあった。
上述の事件の際に当時の隻・篤史から暗密刀の所有権を奪い、以降はそれを保持し続けている。しかし、幽閉された際に暗密刀の力の一部が封印されてしまったため、その操作は「らしくない」と称されるほど不自然に悪い。本来の実力はとても高く、匡平と同じく案山子の能力を引き出せている数少ない人物である。脱走した直後は悠々としていたが、村への憎しみが無くなることはなく、自分が何がしたいかを悶々と考えていた。まひるの一件の後に匡平の元に現れ、村への憎しみや自分の意思を語り、村に向かう為にその場から立ち去る。村へ向かう最中にまひると遭遇し、なし崩し的に行動を共にするようになる。村に着いた直後に靄子の元に現れ、暗密刀の封印を解くように頼むも、拒否され、素直にその場から立ち去った。その後はお社に乗り込み、村人を軟禁する。最後の戦いでは匡平との決戦に挑み、互いの思いをぶつけ合いながらも、相討ちとなる。しかし、村の山を焼き払うことで、案山子を二度と使えないようにするという形で復讐を完了する。その後は匡平と初めて出会った森で意識を取り戻すも、直後に篤史の母・君江に刺され、死亡する。死後は君江の要望で篤史の横に墓が建てられたが壊される騒ぎがあったため、墓地から少し離れた場所にひっそりと墓が建てられた。

### 空守村（からかみむら）の住人

#### 日向家
日向 勾司朗（ひゅうが コウシロウ）
声 - 村瀬克輝
阿幾捕縛のために上京してきた男。宇輪砲の隻。
サングラスに両耳と下唇のピアスが特徴。強面ながら、冷静な判断力を持った常識人。また既婚者にして愛妻家でもある。
日向家の有力後継者だが、確執のある枸雅家の匡平とも積極的に情報交換し、時には協力する。桐生の保護者も務め、彼にはよく慕われている。
宇輪砲の機能を活用した奇襲戦法を得意とするが、積極的な交戦は少なく、仲裁や補佐に回ることが多い。最終回ではきいと生まれた子、桐生の4人で暮らしている。
日向 桐生（ひゅうが キリオ）
声 - 小林由美子
詩緒の双子の弟。元・武未禍槌の隻。
生まれてすぐに枸雅家から日向家に渡され、奥の蔵で幽閉されながら育てられた。そのような特殊な生い立ちのために性格は屈折しているが、根は詩緒と同じく単純で熱くなりやすい。彼女とは対立しがちながら、内心でその身を案じることもある。
自身を幽閉した日向家当主・佐兵衛を酷く畏怖し、逆らうことができない。背中には奥の蔵で刻まれた古傷を残している。しかし、当主からは将棋の相手をやらされていらしく非道な扱いを受けていただけでは無かったことが窺える。将棋の腕は恭介曰く「無茶苦茶強い」。
詩緒と同じく優れた隻の素養を持つとされ、実力では詩緒を上回る。
日向 まひる（ひゅうが まひる）
声 - 花澤香菜
匡平を恋い慕う少女。勾司朗の従妹で暁の実妹。元・禍津妃の隻、現・武未禍槌の隻。
可憐な風貌に反して傍若無人かつ自由奔放な性格で、極めて好戦的。桐生からは「まひるお姉様」と呼ばれトラウマを抱えるほど恐れられている。幼少から継続して案山子を操るベテランであり、禍津妃の特殊な機能もあって優秀な隻とされる。
過去の天照素との戦いで匡平や阿幾と共闘し、命を救ってくれた匡平を慕い「匡平様」と呼ぶ。
その匡平を追って上京。日々乃の巨乳に嫉妬し「胸の大きな女性は馬鹿」という趣旨の罵倒をしながら彼女の胸を侮蔑的に揉みしだいた。平城と行動をともにするが暴走し、その末に禍津妃を失う。
禍津妃が破壊された後は阿幾と行動を共にしていたが、村と桐生の事情を知り、武未禍槌の新たな隻となる。
日向 暁（ひゅうが アカツキ）
まひるの実兄。火官土の隻。
消極的で我侭だがマイペースな性格で、自分の立場に対して存外に冷静な見方をする。
次期当主争いで勾司朗に破れて以来、ニート生活を送っている。そのせいでか太ってしまい以前を知る匡平と阿幾からは本人かどうか確認される程だった。まひるからは絶縁を言い放たれるほど嫌われている。
引きこもってから案山子を動かしておらず、半年のブランクこそあるが、元は勾司朗の対立候補になるほどの有能な隻だった。最終回ではニートから脱却し、会計事務所へ初出勤しにいった。
日向 佐兵衛（ひゅうが サヘイ）
声 - 柴田秀勝
日向家の現当主（お館）。隻眼の老人。
冷酷で自尊心の強いところがあり、目的のためには手段を選ばない。隻の経験は無いが、お社や案山子の力に関わることを誇りにしている。
終戦の折にアメリカへ案山子を売り込もうとするも一笑され、その時から鬱屈とした憎悪を溜め込み続けていた。
老齢となってから天照素を得たことで、桐生を喰わせてその力を利用する野望を抱き、密かに暗躍する。その後村の混乱の際に自身に恨みを持つ綾女に殺害されるという因果応報の最期を遂げる。
綾女（アヤメ）
声 - 桑谷夏子
佐兵衛の側女。巫女装束に生気のない面持ちをした美女。
14歳の時に借金のカタで日向に売られ、当時は佐兵衛を恨んだらしいが、今では「お館様」と呼び忠義を尽くす。
佐兵衛を止めようとした勾司朗を撃つが、一方で彼を運び出して治療するなど、素行には謎が多い。実は忠誠を誓っている振る舞いは全て演技で内心では復讐の機会をずっと窺っていた。後に村の混乱に乗じて佐兵衛を殺し復讐を果たす。その後の動向は不明。
きい / きいちゃん
声 - 緒方恵美
勾司朗の妻。日向家に嫁に来て、独立領のように一軒家を建てることを認めさせたタマで、勾司朗が連れてきた桐生のことも（1度は彼の隠し子かと疑ったが）すぐに受け入れた。
子どもを身籠り、桐生に良いお兄ちゃんになってくれるように言う。
日向 克彦（ひゅうが カツヒコ）
勾司朗の実父で佐兵衛の息子。小太りの中年。有能な息子と野心的な父に挟まれ、その尻拭いに奔走させられる苦労人。

#### 枸雅家
枸雅 紫音（くが シオン）
匡平らの従姉。眼鏡に黒い長髪の女性。元・迦喪建角の隻。
率直で物事に頓着しない性格で、歯に衣を着せない物言いをする。自身いわく「靄子よりは女っぽい」。
隻としての重圧を感じるでもなく、むしろその立場を楽しんでいる。匡平らが一度帰郷した折は、高空でのすれ違い事故を起こした。
迦喪建角を使いこなす実力者ではあるが、案山子の武装の乏しさが原因して、実戦では主力になれずにいる。そして、村に帰ってきた匡平に迦喪建角の隻の座を奪われる。
アニメでは最終話での予告カットのみの登場。
枸雅 蒼也（くが ソウヤ）
紫音の実兄。オールバックの長髪をした糸目の男。弥隈利の隻。
実直かつ厳格な性格で、事務能力と隻の力を併せ持つ重鎮。その反面、血筋や家の圧力に弱い質。父や祖父の陰謀に加担させられ、匡平と対立する。
枸雅 清方（くが キヨカタ）
声 - 千田光男
枸雅の現当主（お館）。眼鏡をかけた白髪の老人。匡平らの祖父。
詩緒に桐生が彼女の弟であることを伝えた。
冷静に振る舞うがその実プライドが高く、それでいて小市民的で狭量と称される。
かつて佐兵衛へ対抗しようとして大失態を犯し、逆に佐兵衛に多大な借りを作った。以来、佐兵衛をひどく恨んでいる。桐生を日向家に売った張本人。
枸雅 将征（くが マサユキ）
清方の実子。口ひげを蓄えた恰幅の良い中年。蒼也と紫音の実父。
野心的で自己中心的な性格。清方が佐兵衛への復讐に固執するのを良いことに、蒼也らに圧力をかけて日向家を潰し、権力を掌握しようとしている。
枸雅 泰之（くが ヤスユキ）
声 - 今村直樹
匡平らの実父。清方の息子で将征の弟。
意欲に乏しい陰気な性格で、枸雅家の圧力に抗うでもなく、ただ諦め従っている。
気骨を失ったのは、大学時代に本家の圧力で村に戻されて以来のこと。諦観に徹する人柄から、匡平からは嫌われている。
枸雅 日都美（くが ヒトミ）
声 - 谷口佳子
泰之の妻。切り揃えた短髪に和服の女性。穏健な常識人で、詩緒を愛し、匡平を嗜める一家の良心。酒豪である。
詩緒と桐生を出産する際に薬を盛られたため、桐生を奪われたという記憶が抜け落ちており、彼の存在そのものを知らない。
枸雅 篤史（くが アツシ）
声 - 三宅健太
故人。阿幾の異母兄。元・暗密刀の隻。
横暴で稚拙、自己中心的な性格。父の愛人の子でありながら暗密刀を継いだ阿幾を強く憎んでいた。
過去の天照素事件ののち、阿機に代わって暗密刀の隻となる。以後、それまでの鬱積を晴らすように阿幾に当たり、村内でも我が物顔で権力を振りかざした。そのためか村人達からは取り巻き達も含めよく思われていなかった。
千波野には早くから目をつけていたが、相手にされなかったため、陰険な裏工作を繰り返して村から孤立させる。阿幾と彼女が育てていた犬・ノォノ殺害。その後、彼女を拉致して輪姦した。さらに誤って千波野を殺害してしまったことで阿幾の怒りに火を付けてしまい、暗密刀を奪われ、最期は自らの取り巻き達もろとも阿幾に惨殺される。

#### 器師（うつわし）
杣木 靄子（そまき モヤコ）
声 - 高垣彩陽
匡平と阿幾の同窓生で幼馴染。現杣木家の代表格。一人称は「オレ」。
豪快で男勝りな性格で、オヤジ臭い。おじいちゃんの言葉を代弁するが、下品な発言も構わず大声で伝える。その名残か、日常生活でも自分の言葉として間々言い放つ。学生の頃から阿幾を密かに慕っている。
上京した際に日々乃に付き合ってもらい、渋谷で衣服を買うなど女の子らしい部分を少ないながらも持っている。阿幾が靄子宅を訪ねた際にはその衣装に着替えて応対するなど、いじらしい面もある。
杣木 由良子（そまき ユラコ）
声 - 山口理恵
靄子の妹。詩緒を溺愛しており、勢い余って可愛がりすぎるため、彼女には避けられている。また、自身を模した手作りの人形を詩緒に送ったり、自作した詩緒の等身大の人形を所持していたりで詩緒にはドン引きされている。信頼感に乏しいが、器師としての実力に遜色は無い。高所恐怖症。
おじいちゃん
器師の頭領。本名は不明。靄子と由良子の祖父。声が小さく、靄子が代弁している。 宇輪砲、弥隈利、武未禍槌、迦喪建角が全壊したと聞いて卒倒した（この時は靄子も壊れた）。

#### その他
瀬能 千波野（せのう チハヤ）
声 - 鍋井まき子
故人。かつて空守村に赴任した女性教師。ショートカットの黒い髪と快活そうな瞳をもつ美人。
快活明朗で子供好きな性格で、教師の理念に実直。明るい人柄と美貌から空守村でも目立った人物で、匡平の初恋の人となった。しかし、実は前任校で児童の父親と肉体関係にあり、その現場を児童に目撃され、家から飛び出した児童が交通事故に遭ってしまう。それが原因で働き口が無くなり、仕方なく空守村に赴任したという事情をもっている。のちに交際を強いてきた篤史を拒絶したことで陰湿な嫌がらせを受けるようになり、村内で孤立していった。篤史に待ち伏せされ性的暴行を受けそうになるが、その際に同じく村から孤立していた阿幾に助けられる。やがて彼との仲が深まりついに肉体関係となる。その際の全裸の写真が流出したことにより学校にいられなくなった千波野は村を出る準備を始める。が、その直後に篤史とその取り巻きによって廃屋に拉致され、彼らの慰み者となった。阿幾が助けに来た際、すでに手籠めにされていた千波野は半裸の状態でぐったりと横たわり、目も虚ろになっていた。その後、阿幾に危害が加えられそうになると、彼をかばい、致命傷を負って息絶えた。
阿幾と共にノォノという犬を育てていた。
平城 毅（ひらしろ タケシ）
声 - 堀内賢雄
新人国会議員。空守村の対外折衝を担う家柄出身。
前時代的な空守村を変えるべく、まひるや阿幾を取り込もうと暗躍する。だが久羽子の暴走で失敗、久羽子を拳銃で脅すも揉み合いになり、被弾する。拳銃騒ぎで党員資格停止の処分をくらう。入院先で恭助の事情聴取で空守村の実態を教える。
下山（しもやま）
声 - 坪井智浩
平城の秘書。匡平、靄子らの同級生。
枸雅・日向家らの特権階級に劣等感を持ち、匡平らを嫌う。匡平への憎悪から、日々乃を強引に犯そうとした。久羽子の策略で立場を失い、空守村への案内役にされる。村に着いた後は軟禁状態の村人達を解放し、人型になった常絶を狙撃する。
最終回では街のホステスの子と付き合ってることを靄子にからかわれている。

### 東京の住人
空張 久羽子（からはり クウコ）
声 - 沢城みゆき
日々乃の友人。眼鏡にオールバックの女性。元「真・科学部」部長。父である恭介を名前で呼ぶ。相手の指を関節とは逆方向に曲げるのが得意技。
破壊願望の強い快楽主義者で、世の中を退屈と断じ、それを破る非日常を探している。
玖吼理に助けられたのが切っ掛けで案山子の存在を知り、「面白みのある非日常」として独自に関わっていく。
極めて行動力に富み、望みを叶えるためなら手段を選ばない。盗聴器や改造エアガン、改造スタンガンなどの装置を常備する。
空張 恭助（からはり キョウスケ）
声 - 桐本琢也
久羽子の実父。刑事、階級は警部補。
無遠慮な性格で、同僚や娘からも厄介がられている。独自の勘で案山子の存在を知り、匡平らを調査している。逃げ出した桐生を一時的に保護している。
高羽良（たかはら）
声 - はらさわ晃綺
恭平の部下で警察官。眼鏡をかけた長髪気味な男性。上司である恭平の勝手な行動にいつも振り回されている。恋人がいる様な描写がされる。空守村に向かう際は恭平に同行し、彼に勝手に休暇申請を出されていた。
史場 慎吾（しば シンゴ）
声 - 斧アツシ
日々乃の実父。喫茶店「メトネル」店長。
空守村出身者だが、日々乃には村の秘密を教えていなかった。阿幾の襲撃で住まいを失った匡平と詩緒に部屋を貸す。
下尾 透（しもお トオル）
空守村出身者を母に持つ少年で飛行機が好き。仙台に引っ越した。
お社に勤めていた母親の兄が阿幾が起こした村人殺害事件の犠牲者で、母親が空守村を嫌ったため、村の事情や案山子などの事情を一切知らない。詩緒とゲームと玖吼理を通じて親密になり、詩緒の理念を支える一因となった。
アニメには未登場。
スオー
声 - 仙台エリ
日々乃の大学の友人女性。匡平の日々乃への告白を二度に渡って邪魔をした。
東京でのストーリーやアニメ公式サイトには出番があるが、名はおろか姓の漢字表記すら不明である。
藤間（ふじま）
声 - 増田裕生
匡平の大学の友人。匡平の日々乃への告白を焚き付けた張本人。

### 案山子（カカシ）
玖吼理（ククリ）
隻：匡平 ⇒ 詩緒 ⇒ 匡平（奪取） ⇒ 詩緒（玖吼理改アサルト）⇒ 無し（玖吼理の意思） ⇒（阿幾が破壊）
こけしに似た白塗りの案山子。隻は詩緒だが、一時的に前任者でもある匡平がその座を奪うことがあった。名前の由来は菊理媛神（くくりひめのかみ）。
左右側頭部から伸びる腕は、数少ないマニピュレータを備えた設計。右手内部のナイフと、単眼から放つ光線が主な武器。
左手内部の「八咫鏡」は、相手のエネルギー攻撃を吸収して撃ち返す機能を持つが、それを使えるのは現状では匡平のみ。
天照素（実際は常絶）戦のために改修され、「玖吼理改アサルト」となった。
暗密刀（クラミツハ）
隻：阿幾 ⇒ 篤史 ⇒ 阿幾 ⇒（匡平が破壊）
丁の字に似た暗い紫色の案山子。名前の由来は闇御津羽神（くらみつはのかみ）。
巨大な鎌を収納しており、戦時にはそれを腕代わりにして戦う。
阿幾が座敷牢に入った際に、その力を封印されていたが、2つの神器である勾玉と剣を取り込んだ事によって本来以上の力が出せるようになる。
宇輪砲（ウワヅツ）
隻：勾司朗⇒（常絶から受けた損傷で破壊）
円柱状をした深緑の案山子。名前の由来は上筒之男命（うわつつのおみこと）。
「空間移動のタイムラグが無い」という特殊な機能を持ち、それを利用した奇襲攻撃を得意とする。
また攻撃の捕捉には、対象に宇輪砲の臭いをマーキングすることで視野外へも追撃できる。『百発百中の「宇輪砲」』の異名を持つ。
武未禍槌（タケミカヅチ）
隻：桐生 ⇒ まひる（武未禍槌デスサイズ）⇒（常絶から受けた損傷で破壊）
発芽した植物に似た青色の案山子。名前の由来は建御雷命（たけみかづちのみこと）。
右側から伸びる細長い隻腕が特徴で、指は無く、小さな楔状パーツが伸縮する。
楔状パーツは放電機能があり、その出力は放射状からビーム状まで、自在に調整できる。
禍津妃（マガツヒ）
隻：まひる ⇒（匡平が破壊）
脚の無い人型に似た桃色の案山子。名前の由来は禍津日神（まがつひのかみ）。伸縮自在な爪のある両腕を持つ。
最大の特徴は、射出したワイヤーで括る範囲内において、他の案山子を行動不能にする「結界」を作る機能。
ただしワイヤーの中継点が必要なので、開けた空間では使えない欠点がある。
詩緒との戦いによって破損した結果、まひるのコントロール下から離れ暴走。暴走後はまひるも存在を知らなかった光線攻撃を使用する。上京していた隻とその案山子たちによって完全に破壊される。
迦喪建角（カモタケツノ）
隻：紫音 ⇒ 匡平（奪取、八咫烏モード）⇒（常絶から受けた損傷で破壊）
鳥型の案山子。名前の由来は賀茂建角身命（かもたけつぬみ）。
機敏な飛行機能を持つ反面、武装に乏しく、胸部から射出する2本のフック付きアンカーだけが唯一の戦闘手段。
それは「八咫烏モード」と呼ばれる戦闘形態を、あまりの操作難易度のために封印された結果でもある。
火官土（カグツチ）
隻：暁 ⇒（阿幾が破壊）
円盤形の案山子。名前の由来は火之迦具土神（ひのかぐつちのかみ）。
火力に秀で、強力なビーム弾を連発できる。また3つある砲塔のうち2つは分離・飛行する2体の子機を備え、本体と合わせた多角的な攻撃が可能。
ただし長く分離して撃ち続けると弾切れになり、本体に戻って燃料を補充する必要がある。
弥隈利（ミクマリ）
隻：蒼也 ⇒（匡平が破壊）
甲羅に角の柱があるような亀の形の案山子。火力に秀でている。
背の柱にエネルギーを溜めて強力な攻撃を放てるようだが、常絶に桐生と詩緒がいるにも関わらず攻撃を仕掛けようとしていたところを防ぐ形で匡平の操る迦喪建角に破壊される。名前の由来は水分神（みくまりのかみ）。
天照素（アマテラス）
隻：無し（自動）⇒（匡平が破壊）
かつて失われた案山子の片割れ。隻は無く、自立判断で動く。名前の由来は天照大神（あまてらすおおみかみ）。
脚を持つ唯一の案山子であり、4本脚と顎のような大砲は獣を思わせる。「人の心を喰らう」という特殊な機能により、隻を逆に取り込んで稼働する。
また強力な自己修復機能を持ち、かつて匡平・阿幾・まひるとの対峙で大破した後、数年で独自に回復した。
本編の数年前の大破後に佐兵衛が回収、その目的のために隠匿され、現代において桐生を取り込み暴走する。
匡平に再び破壊されかけるも、姿を変えて復活する。
本当の正体は「常絶」。能力に関しては後述。本物の天照素は過去に匡平に出会った時に破壊されている（その残骸をまひるが発見している）。
常絶（トコタチ）
隻：無し（自動）⇒ 桐生 ⇒ 無し（自動）⇒（阿幾が破壊）
天照素とともに失われた案山子。基本は球状の姿をしている。変幻自在の装甲を持ち、天照素のような巨大なものから日々乃などの人間大のものに変化できる。名前の由来は国之常立神（くにのとこたちのかみ）。
天照素の撃破後に本体を含んでいた部分が分離されており、山道に偶々いた日々乃をコピーした。

## 用語
空守村（からかみむら）
N県K郡に属する匡平らの故郷。案山子をめぐる因習に囚われた閉鎖的な村。
枸雅家・日向家が合議制で動かす「お社（おやしろ）」により、案山子の管理や隻の選定・授与が行われる。
古くから続く案山子の力や両家の確執に基づく体制を嫌う者、村を出る者も少なくは無い。「国道が通っているのが奇跡」と言われるほどの僻地にある。
案山子（カカシ）
人が意思の力で遠隔操作するからくり人形。10体存在する。
「神様の抜け殻」とも呼ばれ、古くは外敵の撃退、近代では土木工事などに用いられた。隻となった人間の意思に呼応して稼働する。
多種多様な能力を持つが、操る隻の資質によっては使えないものもある。それぞれ日本神話の神々が名前の由来。
共通して「空間移動ができる」「単眼である」「脚が無い」という個性があるが、天照素は例外的に脚がある。
アニメ版では、岸監督の発案により主題歌を担当する石川智晶の作曲・発声による独特の起動音がそれぞれの案山子に設定されている。
隻（せき）
案山子を操る人間の総称。任命制の役職であり、空守村においては神職に近い。
素養は枸雅家・日向家にのみ受け継がれるため、隻も両家の者に限られる。任期は小学生以上の一定年齢から30歳前後までが慣習となっている。
隻を交替する場合、主を書き換える儀式を要するが、枸雅家の一部の人間はそれ無しに案山子の所有権を奪う力を持つ。
作者によれば、名前の元ネタは『That's!イズミコ』から。
器師（うつわし）
空守村で案山子の修理・メンテナンスに携わる一家。現在の当主は杣木靄子の祖父で、代々杣木一族が世襲しているようだ。案山子の修理はできても新たに作ることはできない（案山子の脳に当たる部分は完全にブラックボックスになっているので、器師といえど触れない。器師は側の交換や修理を行う）。
カムノチ
「神の血」と書く。案山子の構成要素の一つ。空守村近隣の植物群から採れる樹脂の混合液。
植物群が持つ人の精神に働きかける特殊な性質を受け継ぎ、これを案山子の駆体に浸透される事で、隻の意思に呼応する能力が得られる。
禍津妃はこの力を遮断することで、隻と案山子のリンクを一時的に断つ機能を持つ。
擬空間移動（ぎくうかんいどう）
案山子たちが行う移動手段の一つ。何も無い場所から突然出現したり、逆に消滅することができる。宇輪砲はこれを瞬時に行える。
枸雅家 / 日向家（くがけ / ひゅうがけ）
空守村の特権階級、であるが独裁者のように振る舞っているわけではない。隻の素養を持つ人間を輩出する。古くから空守村を支配しており、同時に両家間には根深い確執がある。
お館様（おやかたさま）
空守村の特権階級である、枸雅家当主・枸雅清方と日向家当主・日向佐兵衛を指す。「様」を付けない場合もある。

## 書誌情報

### 本編
- やまむらはじめ 『神様ドォルズ』 小学館〈サンデーGXコミックス〉、全12巻
  1. 2007年7月19日発売、ISBN 978-4-09-157097-0
  2. 2008年3月19日発売、ISBN 978-4-09-157126-7
  3. 2008年9月19日発売、ISBN 978-4-09-157149-6
  4. 2009年1月19日発売、ISBN 978-4-09-157159-5
  5. 2009年7月17日発売、ISBN 978-4-09-157183-0
  6. 2010年2月19日発売、ISBN 978-4-09-157200-4
  7. 2010年7月17日発売、ISBN 978-4-09-157226-4
  8. 2011年2月18日発売、ISBN 978-4-09-157256-1
  9. 2011年7月19日発売、ISBN 978-4-09-157280-6
  10. 2012年3月19日発売、ISBN 978-4-09-157302-5
  11. 2012年9月19日発売、ISBN 978-4-09-157320-9
  12. 2013年4月19日発売、ISBN 978-4-09-157339-1
    - 「案山子のペーパークラフト+アーカイブブック付き限定版」2013年4月19日発売、ISBN 978-4-09-941816-8

### 傑作選
- SUNDAY GX 10YEAR'S CHRONICLE 『神様ドォルズ-隻・詩緒-』2011年6月17日発売、ISBN 978-4-09-157279-0

## テレビアニメ
| 原作                 | やまむらはじめ                                      |
| 監督                 | 岸誠二                                              |
| シリーズ構成・脚本   | 上江洲誠                                            |
| キャラクターデザイン | 森田和明                                            |
| プロップデザイン     | 小川浩                                              |
| 総作画監督           | 本橋秀之                                            |
| 美術監督             | 三宅昌和 宮越歩                                     |
| 美術デザイン         | チーム・ティルドーン                                |
| 色彩設計             | 伊東さき子                                          |
| 撮影監督             | 大熊義明                                            |
| 編集                 | 高橋歩                                              |
| 音響監督             | 岸誠二 高寺たけし                                   |
| 音楽                 | 西田マサラ 石川智晶                                 |
| プロデューサー       | 加藤正純 岡本順哉 紅谷佳和（テレビ東京） 木川田清一 |
| アニメーション制作   | ブレインズ・ベース                                  |
| 製作                 | 案山子保存協会                                      |

2011年7月から同年9月まで、テレビ東京ほかにて放送された。全13話。

### あらすじ
物語は原作冒頭から『阿幾が匡平のところに現れ空守村に帰ることを宣言する場面』までと、『詩緒が未来の玖吼理が自身の気持ちを覚えているか案じる場面』、そして予告編として時系列的には少し先の『天照素（常絶）に対抗するため両腕が外された玖吼理を恭平が起動させる場面』までを描く。

### 製作
最初の段階で原作全てのアニメ化はできないことが分かっていたが、あえて第2期を想定して制作が行われた。このため、テレビアニメ版は中間までとして過去を振り返る話を軸に、「匡平編」として構成されている。これについて監督の岸誠二とシリーズ構成・脚本の上江洲誠は、「『神様ドォルズ』という物語を中途半端にやるつもりはない」「全部やりきれると思っている」という発言をしており、上江洲はもう1シーズンあれば恐らく結末までやれるとしており、第2章「天照素編」の構想があるとのこと。なお、原作のやまむらはじめも全話のアフレコに立ち会うなど、制作に協力している。
制作面については、アニメーション制作のブレインズ・ベース社長・小沢十光（本作の制作担当も務める）によると、「社内で一貫して作る」というコンセプトのもと、監督などの主要スタッフ以外は総作画監督の本橋秀之をはじめとしたベテランを置き、社内スタッフを中心に構成された。また、参加アニメーターも当時の20代が中心であり、これについては「真面目に作品のことを考える若手を用意して、少人数で何度もやり直しながら作っていったら、果たして上手い人達を集めたものとどれだけの差がでるのか」という実験的な意味合いがあったとのこと。また、小沢は「みんなとモノをつくるという感覚は共有できたんじゃないかと思う」と述べている。
オープニングアニメーションの原画は後藤圭二が単独で担当している。また、後藤は本編にも絵コンテ（第3話・第6話・第11話・第13話）や原画（第1話・第3話・第5話・第7話・第9話・第12話・第13話）で、積極的に参加している。
オープニングアニメーション（以下、OP）とエンディングアニメーション（以下、ED）は、本編への人物の登場と共に一部変化する。
旧大子町立上岡小学校など茨城県各所でロケハンが行われたため、エンドカードには東日本大震災の被災地や被災者へ向けたメッセージが掲載されている。

### 主題歌
オープニングテーマ「不完全燃焼」（第1話 - 第6話、第8話 - 第13話）
作詞・作曲 - 石川智晶 / 編曲 - 西田マサラ / 歌 - 石川智晶
- 第7話では未使用。

エンディングテーマ
「スイッチが入ったら」（第1話 - 第6話、第8話 - 第13話）
作詞・作曲 - 石川智晶 / 編曲 - 西田マサラ / 歌 - 石川智晶
「夏の庭」（第7話）
作詞・作曲 - 石川智晶 / 編曲 - 西田マサラ / 歌 - 石川智晶

### 各話リスト
| 話数     | サブタイトル   | 絵コンテ        | 演出           | 作画監督                   |
| -------- | -------------- | --------------- | -------------- | -------------------------- |
| 第一話   | 神はきたりて   | 岸誠二 平井義通 | 菅原静貴       | 本橋秀之 東美帆            |
| 第二話   | 神様の特訓     | 平井義通        | 名村英敏       | 筆坂明規 小林利充          |
| 第三話   | 攻め来たるは…  | 後藤圭二        | ふじいたかふみ | 本橋秀之 東美帆            |
| 第四話   | ヘルマ         | 西澤晋          | 小坂春女       | 本橋秀之                   |
| 第五話   | 故郷へ…        | 篠原俊哉        | 小坂春女       | 本橋秀之                   |
| 第六話   | 空守村         | 後藤圭二        | 古谷田順久     | 青野厚司                   |
| 第七話   | 追憶の肖像     | 大宙征基        | 菅原静貴       | 本橋秀之                   |
| 第八話   | 神様の役割     | 平井義通        | 柳瀬雄之       | 舘崎大                     |
| 第九話   | 因縁の渦       | 篠原俊哉        | ふじいたかふみ | 本橋秀之                   |
| 第十話   | 美姫、繚乱     | 大宙征基        | 古谷田順久     | 才木康寛 中野圭哉 本橋秀之 |
| 第十一話 | 囚われの日々乃 | 後藤圭二        | 小坂春女       | 本橋秀之                   |
| 第十二話 | 暴走           | 菅原静貴        | 菅原静貴       | 本橋秀之                   |
| 第十三話 | 隻・枸雅匡平   | 後藤圭二        | 菅原静貴       | 本橋秀之                   |

### 放送局
| 放送地域   | 放送局             | 放送期間                 | 放送日時                     | 放送系列       | 備考                                               |
| ---------- | ------------------ | ------------------------ | ---------------------------- | -------------- | -------------------------------------------------- |
| 関東広域圏 | テレビ東京         | 2011年7月6日 - 9月28日   | 水曜 1:30 - 2:00（火曜深夜） | テレビ東京系列 | 製作委員会参加                                     |
| 日本全域   | AT-X               | 2011年7月6日 - 9月28日   | 水曜 11:00 - 11:30           | CS放送         | 製作委員会参加 リピート放送あり                    |
| 愛知県     | テレビ愛知         | 2011年7月9日 - 10月1日   | 土曜 2:30 - 3:00（金曜深夜） | テレビ東京系列 |                                                    |
| 大阪府     | テレビ大阪         | 2011年7月9日 - 10月1日   | 土曜 2:35 - 3:05（金曜深夜） | テレビ東京系列 |                                                    |
| 日本全域   | ShowTime           | 2011年7月11日 - 10月3日  | 月曜 12:00 更新              | ネット配信     | 第1話と最新話会員無料配信 バックナンバーは有料配信 |
| 日本全域   | ニコニコチャンネル | 2011年7月18日 - 10月10日 | 月曜 0:00 更新（日曜深夜）   | ネット配信     | 第2話以降は有料配信                                |

### 映像特典
Blu-ray Disc&DVD各巻に収録の短編新作映像。第4巻-第6巻は公式サイトで募集された投票第1位のシーンを映像化。ただし、第5巻は『神様ドォルズ講座』のパペットで再現された。
スタッフ
- 脚本 - 上江洲誠
- 絵コンテ・演出 - 小坂春女
- 作画監督 - 本橋秀之
- 監督 - 岸誠二
- 製作 - 案山子保存協会
- アニメーション制作 - ブレインズ・ベース
- ナレーション - 村瀬克輝（第1話）

各話リスト
| 話数 | サブタイトル                                           | 登場キャラクター     |
| ---- | ------------------------------------------------------ | -------------------- |
| 1    | ウタオトデート UTAO PLUS                               | 枸雅詩緒、枸雅阿幾   |
| 2    | 日々乃が水着でトレーニング 〜神様ダイエット〜          | 史場日々乃、枸雅詩緒 |
| 3    | まひるのプライベートレッスン 〜お嬢さま、もうやめて♥〜 | 日向まひる           |
| 4    | 詩緒がコスプレで撮影会                                 | 枸雅詩緒、史場日々乃 |
| 5    | 詩緒が水着で東京案内                                   | 枸雅詩緒、日向まひる |
| 6    | まひるが浴衣で花火大会                                 | 日向まひる、枸雅阿幾 |

### モバイル配信
- mixiコレクションのスキンサービスに詩緒と日々乃が登場した。
- Android端末用に、登場人物が描かれた壁紙をタップすると出現する「玖吼理」を動かして遊べるギミックが搭載されたライブ壁紙が販売された。
- 携帯電話端末用にきせかえが販売された。